# 二日市車両基地
二日市車両基地（ふつかいちしゃりょうきち）は、かつて福岡県太宰府市朱雀にあった西日本鉄道の車両基地である。工場を併設していた。

## 概要
西鉄天神大牟田線（大牟田線）の前身にあたる九州鉄道が開通した際に、二日市駅の北側に工場と車両基地が設けられた。
輸送力増強により車両基地の拡張が困難になったことや施設や設備の老朽化の問題等から、1978年から1987年にかけて筑紫車両基地に移設した。移設までは、主要車両基地であった。
移設が完了したあとも一部の留置線が残っているが、車庫跡地は2014年（平成26年）10月6日の官報告示により大宰府跡の特別史跡に追加指定された。これは太宰府を訪問した外国使節が滞在する「客館」と呼ばれる施設がこの一帯にあったと推定されることによるものである。

## 歴史
- 1924年4月12日 九州鉄道福岡 - 久留米間開業とともに二日市車庫・工場の使用を開始。
- 1978年 留置線の一部を筑紫車両基地へ移設（その後、順次移設）。
- 1982年3月25日 検車施設を移設[1]。
- 1987年1月1日 工場を筑紫工場へ移設し、全機能を移転[1]。